# Ptychodium indicum
Ptychodium indicum là một loài rêu trong họ Thuidiaceae. Loài này được (Dixon) J.R. Rohrer mô tả khoa học đầu tiên năm 1986.